# Providencia de Rivera
Providencia de Rivera är en ort i Mexiko.   Den ligger i kommunen Fresnillo och delstaten Zacatecas, i den centrala delen av landet, 600 km nordväst om huvudstaden Mexico City. Providencia de Rivera ligger 2 171 meter över havet och antalet invånare är 425.
Terrängen runt Providencia de Rivera är lite kuperad. Runt Providencia de Rivera är det ganska glesbefolkat, med 38 invånare per kvadratkilometer. Närmaste större samhälle är Fresnillo, 7,8 km nordväst om Providencia de Rivera. Omgivningarna runt Providencia de Rivera är i huvudsak ett öppet busklandskap.